# Phères
Pour les articles homonymes, voir Phérès.
Phères (en grec ancien : Φεραί) est une cité antique et un port de Thessalie, en Grèce.
Plusieurs récits de la mythologie se déroulent à Phères. Dans l’Iliade, trois générations de la famille royale de Phères sont mentionnées : Ortiloque, qui engendre Dioclès, lequel à son tour a deux fils, Créthon et Orsiloque, tués tous les deux au combat par Énée. À un moment donné, Phères est gouvernée par le roi Admète, dont l'épouse, Alceste, fut sauvée de la mort par Héraclès : la tragédie d'Euripide Alceste prend ce récit pour sujet.

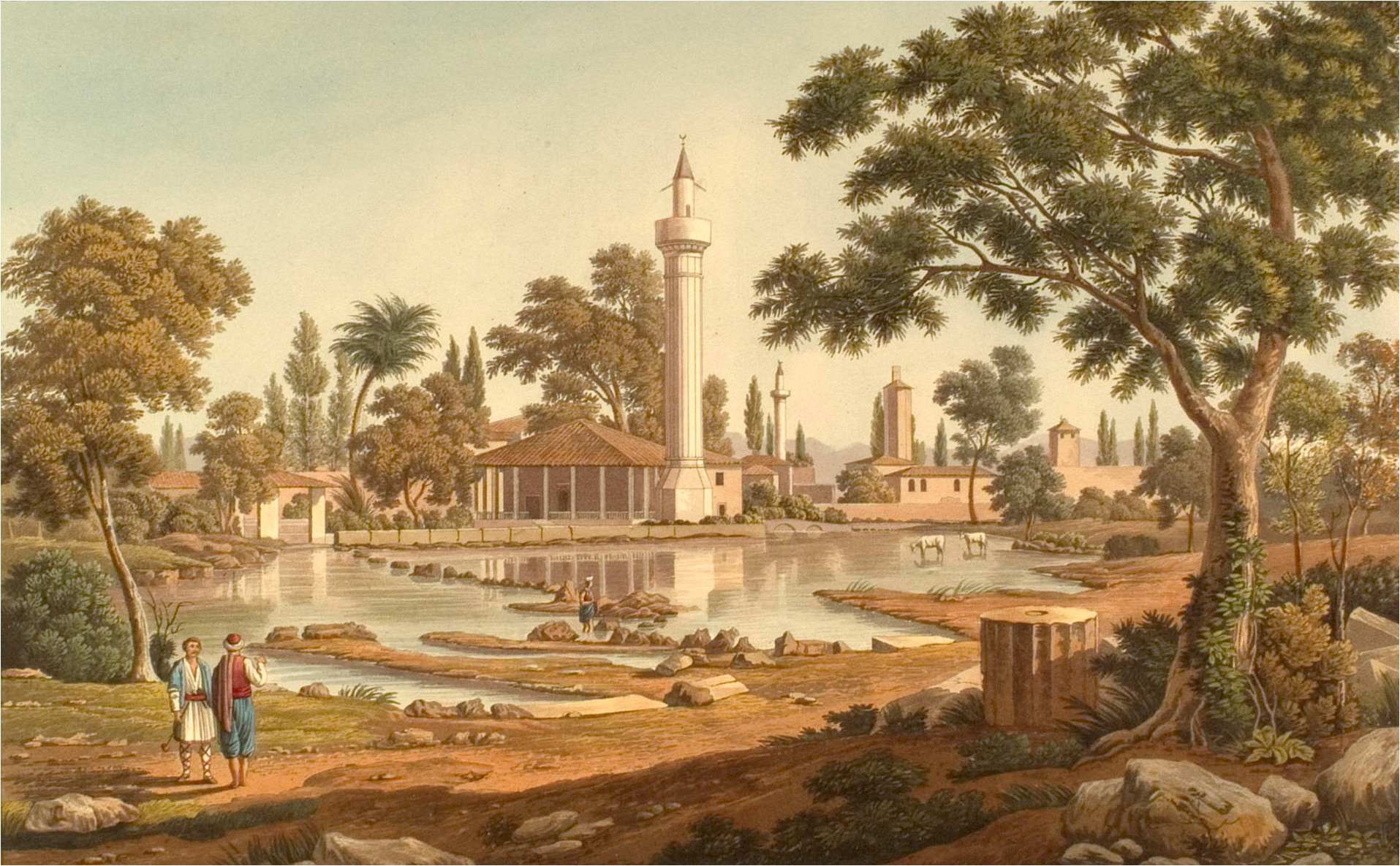
La source d'Hypérie à Phères, par Edward Dodwell (1767–1832), "Vues de Grèce", 1821, p. 91.

À l'époque classique, au IVe siècle, Phères est l'une des rares cités grecques à être gouvernée par des tyrans: Lycophron de Phères, Jason de Phères (assassiné en 370) puis Alexandre de Phères (369-358). Des temples s'élèvent autour de la source et du lac dits d'Hypérie.
À l'époque byzantine, Phères est une ville d'eaux, entourée de monastères.
Au cours du Moyen Âge, Phères prend le nom de Velestíno (Βελεστίνο) qu'elle garde à l'époque ottomane ; les ruines des temples de la source d'Hypérie servent à la construction d'une mosquée. Phères est le lieu de naissance du lettré, humaniste et révolutionnaire grec Rigas. Ce fut aussi le lieu d'une bataille de la Guerre gréco-turque de 1897 et d'affrontements entre les troupes allemandes d'occupation et la Résistance grecque durant la Seconde guerre mondiale.

## Liste des tyrans de Phères
- 400-380 av. J.-C. : Lycophron († 380 av. J.-C.).
- 380-370 av. J.-C. : Jason († 370 av. J.-C.). fils du précédent En 374 av. J.-C., il est élu tagos de Thessalie. Il intervient en Béotie après la bataille de Leuctres (371 av. J.-C.) et s'interpose entre Sparte et Thèbes. Il meurt assassiné, soit par des conjurés thessaliens, soit commandité par Athènes.
- 370-358 av. J.-C. : Alexandre († 358 av. J.-C.), neveu du précédent. Il est confronté aux généraux thébains Épaminondas et Pélopidas. En 369 av. J.-C., au cours de la première expédition de Thessalie, Pélopidas s'empare de Larissa. L'année suivante, au cours de la deuxième expédition de Thessalie, Pélopidas est fait prisonnier par traîtrise. Il est délivré par Épaminondas après deux expéditions (troisième expédition de Thessalie). En 364 av. J.-C., au cours de la quatrième expédition de Thessalie, Alexandre est vaincu par Pélopidas à la première bataille de Cysnoscéphales et se soumet à Thèbes. Il meurt assassiné par son épouse Thébé.